# A Strange Meeting
A Strange Meeting è un cortometraggio muto del 1909 diretto da David W. Griffith. La sceneggiatura è firmato dallo stesso regista e da Stanner E.V. Taylor.

## Trama
Mary, suo malgrado, è costretta ad aiutare una banda di ladri a rubare nell'appartamento di un pastore. Il religioso, quando sente il suo rammarico, vuole aiutarla.

## Produzione
Il film fu prodotto dalla Biograph Company.

## Distribuzione
Distribuito dalla Biograph Company, il film - un cortometraggio in un rullo - uscì nelle sale statunitensi il 2 agosto 1909.
Copia della pellicola, un positivo in 35 mm, viene conservata negli archivi della Library of Congress.
Nel 2006, la Grapevine Video ha inserito il film in un'antologia, D.W. Griffith, Director - Volume 3 (1909) (dieci cortometraggi firmati da Griffith per un totale di 112 minuti), distribuita negli USA in versione digitalizzata su DVD.